# Kanton Le Mas-d'Azil
Le Mas-d'Azil is een voormalig kanton van het Franse departement Ariège. Het kanton maakte deel uit van het arrondissement  Pamiers. 

## Opheffing
Het kanton werd opgeheven bij decreet van 18 februari 2014, met uitwerking op 22 maart 2015, opgeheven en samengevoegd met het kanton Le Fossat sanemgevoegd tot het kanton Arize-Lèze.

## Gemeenten
Het kanton Le Mas-d'Azil omvatte de volgende gemeenten:
- La Bastide-de-Besplas
- Les Bordes-sur-Arize
- Camarade
- Campagne-sur-Arize
- Castex
- Daumazan-sur-Arize
- Fornex
- Gabre
- Loubaut
- Le Mas-d'Azil (hoofdplaats)
- Méras
- Montfa
- Sabarat
- Thouars-sur-Arize